# (35088) 1990 VU4
1990 VU4 (asteroide 35088) é um asteroide da cintura principal. Possui uma excentricidade de 0.13839640 e uma inclinação de 5.67054º.
Este asteroide foi descoberto no dia 15 de novembro de 1990 por Eric Walter Elst em La Silla.